# Leichtathletik-Weltmeisterschaften 2007/400 m Hürden der Männer

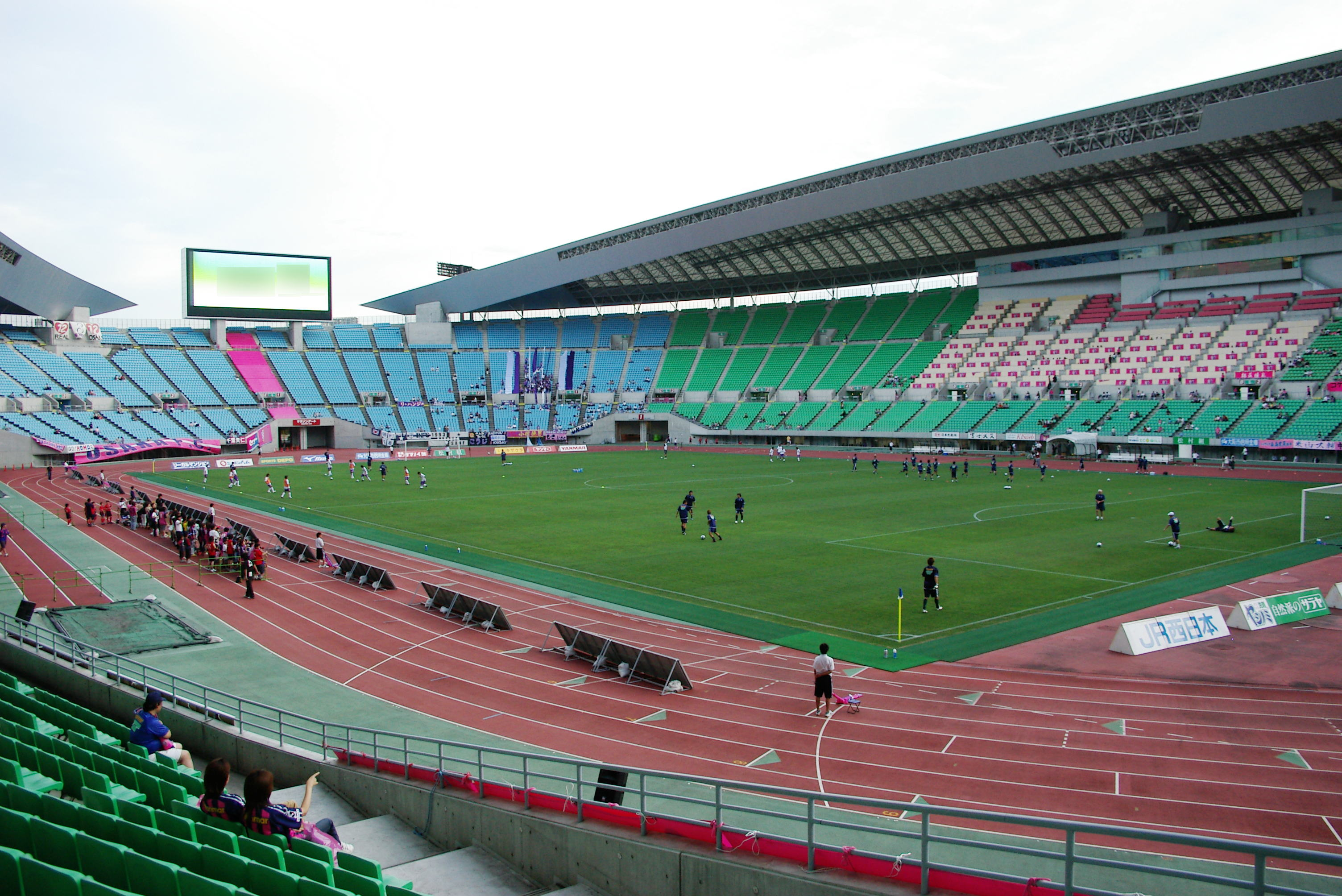
Das Nagai-Stadion in Osaka im Jahr 2004

Der 400-Meter-Hürdenlauf der Männer bei den Leichtathletik-Weltmeisterschaften 2007 wurde vom 25. bis 28. August 2007 im Nagai-Stadion der japanischen Stadt Osaka ausgetragen.
Weltmeister wurde der US-Amerikaner Kerron Clement, der zusammen mit den drei Medaillengewinnern des 400-Meter-Einzellaufs am Schlusstag in der 4-mal-400-Meter-Staffel eine zweite Goldmedaille gewann. Den zweiten Rang belegte der aktuelle Olympiasieger und zweifache Weltmeister (2001/2003) Félix Sánchez aus der Dominikanischen Republik, der nach einer langfristigen Verletzungsmisere wieder auf hohem Leistungsniveau um Medaillen mitkämpfen konnte. Bronze ging an den Vizeeuropameister des Vorjahres Marek Plawgo aus Polen.

## Bestehende Rekorde
| Weltrekord               | 46,78 s | Kevin Young | OS 1992 in Barcelona, Spanien     | 6. August 1992  |
| Weltmeisterschaftsrekord | 47,18 s | Kevin Young | WM 1993 in Stuttgart, Deutschland | 19. August 1993 |

Der bestehende WM-Rekord wurde bei diesen Weltmeisterschaften nicht eingestellt und nicht verbessert.
Es gab eine Weltjahresbestleistung und zwei Landesrekorde.
- Weltjahresbestleistung:
  - 47,61 s – Kerron Clement (USA), Finale am 28. August
- Landesrekorde:
  - 49,51 s – Joseph G. Abraham (Indien), 1. Halbfinale am 26. August
  - 48,12 s – Marek Plawgo (Polen), Finale am 28. August

## Doping
Hier gab es einen Dopingfall.
Der im Halbfinale ausgeschiedene Franzose Naman Keïta wurde positiv auf die verbotene Substanz Testosteron getestet und für zwei Jahre gesperrt.
Leidtragender war der Südafrikaner Louis Jacobus van Zyl, der sich als nachgerückter Vierter des ersten Vorlaufs über seine Platzierung eigentlich für das Halbfinale qualifiziert hatte.

## Vorrunde
Die Vorrunde wurde in fünf Läufen durchgeführt. Die ersten vier Athleten pro Lauf – hellblau unterlegt – sowie die darüber hinaus vier zeitschnellsten Läufer – hellgrün unterlegt – qualifizierten sich für das Halbfinale.

### Vorlauf 1

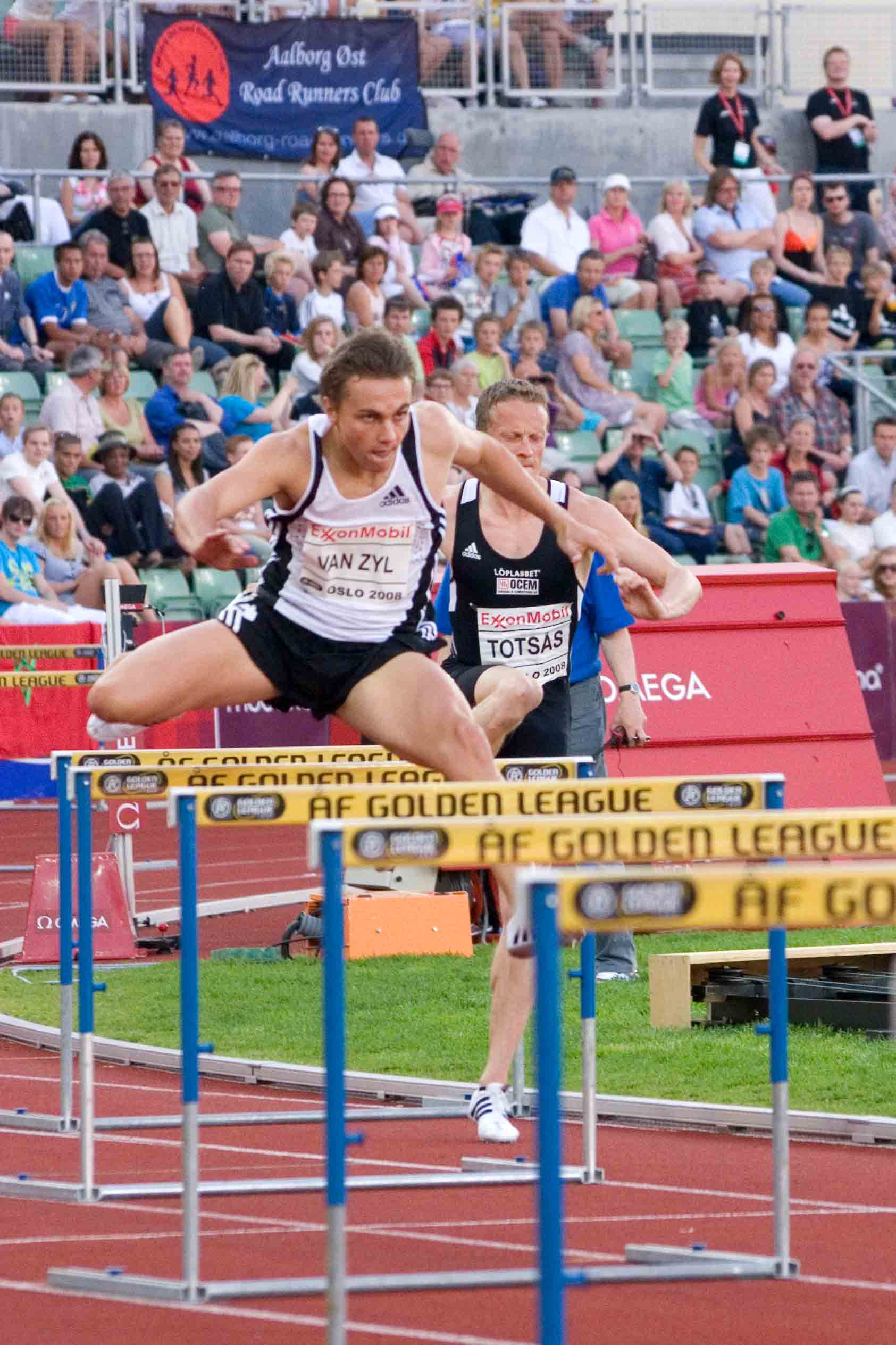
L. J. van Zyl konnte wegen des gedopten Wettbewerbers in diesem Rennen nicht am Halbfinale teilnehmen

25. August 2007, 20:45 Uhr
| Platz | Name                  | Nation              | Zeit (s)                                         |
| ----- | --------------------- | ------------------- | ------------------------------------------------ |
| 1     | Derrick Williams      | USA                 | 49,65                                            |
| 2     | Marek Plawgo          | Polen               | 49,66                                            |
| 3     | Meng Yan              | Volksrepublik China | 49,66                                            |
| 4     | Louis Jacobus van Zyl | Südafrika           | 49,71 eigentlich für das Halbfinale qualifiziert |
| 5     | Raphael Fernandes     | Brasilien           | 50,33                                            |
| 6     | Allan Ayala           | Guatemala           | 52,26                                            |
| 7     | Jonnie Lowe           | Honduras            | 52,66                                            |
| DOP   | Naman Keïta           | Frankreich          | für das Halbfinale zugelassen                    |

### Vorlauf 2
25. August 2007, 20:52 Uhr
| Platz | Name                | Nation     | Zeit (s) |
| ----- | ------------------- | ---------- | -------- |
| 1     | James Carter        | USA        | 49,52    |
| 2     | Bayano Kamani       | Panama     | 49,67    |
| 3     | Gianni Carabelli    | Italien    | 49,81    |
| 4     | Jewgeni Meleschenko | Kasachstan | 49,94    |
| 5     | Kurt Couto          | Mosambik   | 50,06    |
| 6     | Masahira Yoshikata  | Japan      | 50,59    |
| DNF   | Alwyn Myburgh       | Südafrika  |          |

### Vorlauf 3

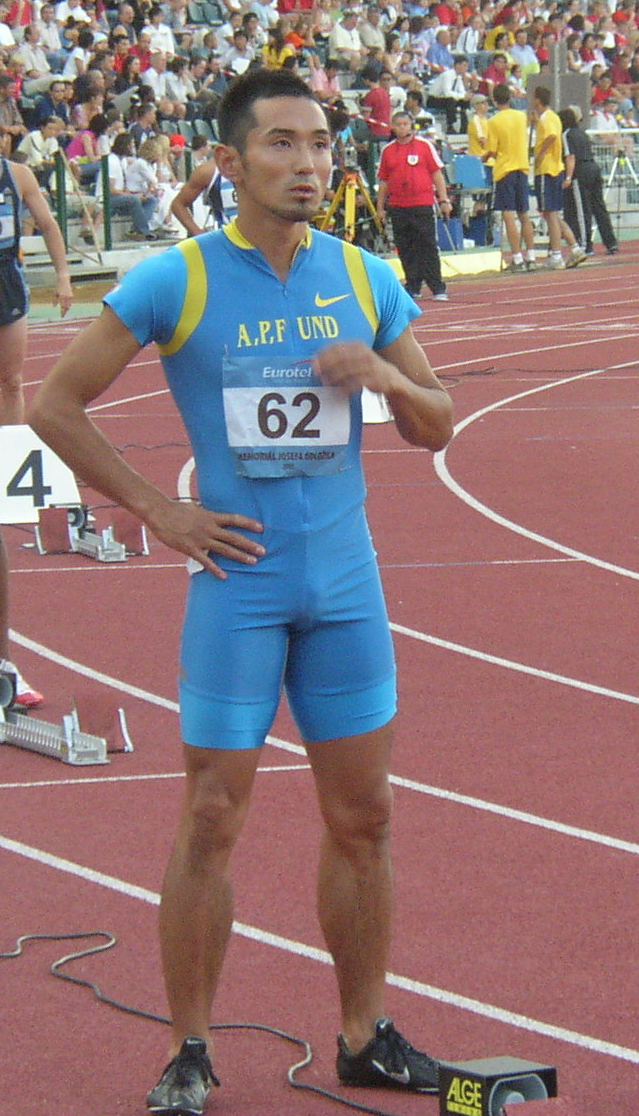
Als Sechster seines Vorlaufs schaffte es Dai Tamesue nicht in die nächste Runde

25. August 2007, 20:59 Uhr
| Platz | Name                 | Nation         | Zeit (s) |
| ----- | -------------------- | -------------- | -------- |
| 1     | Danny McFarlane      | Jamaika        | 48,91    |
| 2     | Kerron Clement       | USA            | 49,07    |
| 3     | Javier Culson        | Puerto Rico    | 49,09    |
| 4     | Edivaldo Monteiro    | Portugal       | 49,66    |
| 5     | Alexander Derewjagin | Russland       | 49,66    |
| 6     | Dai Tamesue          | Japan          | 49,67    |
| 7     | Dale Garland         | Großbritannien | 49,98    |

### Vorlauf 4
25. August 2007, 21:06 Uhr
| Platz | Name               | Nation                       | Zeit (s) |
| ----- | ------------------ | ---------------------------- | -------- |
| 1     | Adam Kunkel        | Kanada                       | 49,03    |
| 2     | Periklis Iakovakis | Griechenland                 | 49,10    |
| 3     | Pieter de Villiers | Südafrika                    | 49,24    |
| 4     | Fadil Bellaabouss  | Frankreich                   | 49,51    |
| 5     | Jonathan Williams  | Belize                       | 49,61    |
| 6     | Mowen Boino        | Papua-Neuguinea              | 52,45    |
| DNF   | Markino Buckley    | Jamaika                      |          |
| DNS   | Ali Obaid Shirook  | Vereinigte Arabische Emirate |          |

### Vorlauf 5
25. August 2007, 21:13 Uhr
| Platz | Name              | Nation                  | Zeit (s) |
| ----- | ----------------- | ----------------------- | -------- |
| 1     | Félix Sánchez     | Dominikanische Republik | 48,70    |
| 2     | Bershawn Jackson  | USA                     | 48,87    |
| 3     | Kenji Narisako    | Japan                   | 48,92    |
| 4     | Isa Phillips      | Jamaika                 | 49,48    |
| 5     | Ibrahim Maïga     | Mali                    | 49,55    |
| 6     | Joseph Abraham    | Indien                  | 49,64    |
| 7     | José María Romera | Spanien                 | 50,82    |
| 8     | Haq Nawaz         | Pakistan                | 51,72    |

## Halbfinale
Aus den drei Halbfinalläufen qualifizierten sich die jeweils ersten beiden Athleten – hellblau unterlegt – sowie die darüber hinaus zwei zeitschnellsten Läufer – hellgrün unterlegt – für das Finale.

### Halbfinallauf 1

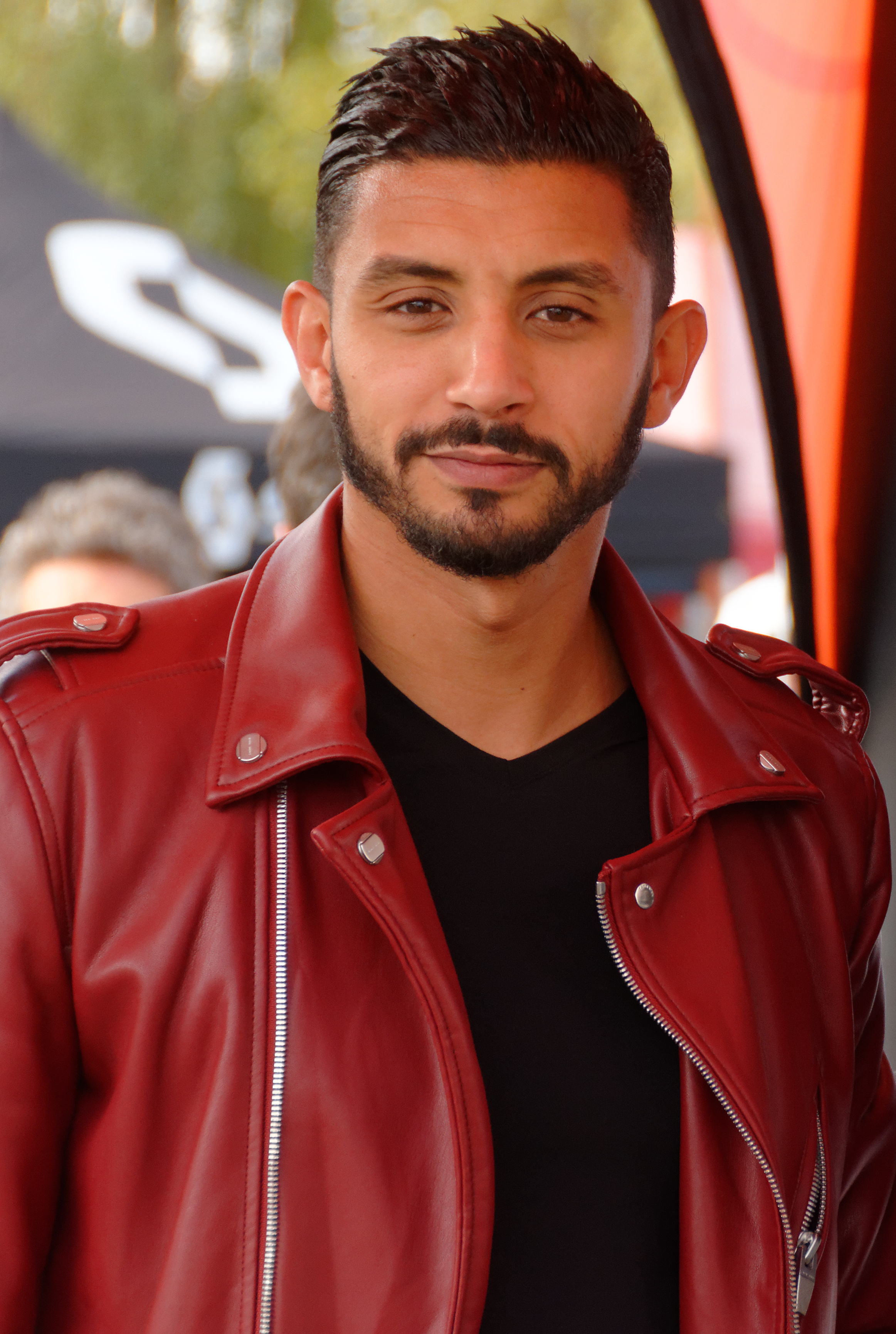
Fadil Bellaabouss erreichte als Fünfter des ersten Halbfinales nicht den Endlauf

26. August 2007, 21:45 Uhr
| Platz | Name                | Nation     | Zeit (s) |
| ----- | ------------------- | ---------- | -------- |
| 1     | Marek Plawgo        | Polen      | 48,18    |
| 2     | James Carter        | USA        | 48,30    |
| 3     | Danny McFarlane     | Jamaika    | 48,32    |
| 4     | Derrick Williams    | USA        | 48,43    |
| 5     | Kenji Narisako      | Japan      | 48,44    |
| 6     | Fadil Bellaabouss   | Frankreich | 49,17    |
| 7     | Joseph Abraham      | Indien     | 49,51 NR |
| 8     | Jewgeni Meleschenko | Kasachstan | 49,56    |

### Halbfinallauf 2

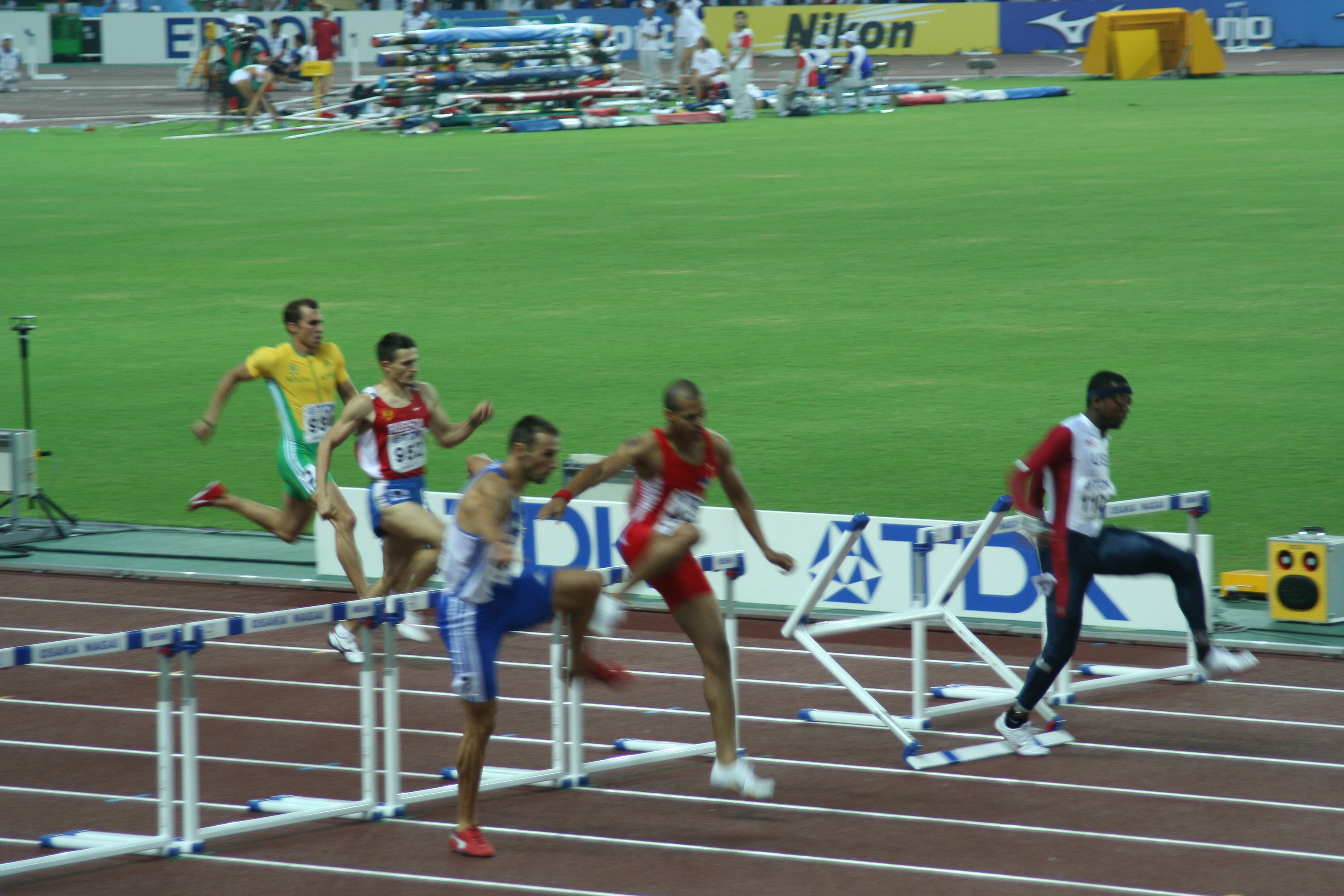
In führender Position strauchelte Favorit Bershawn Jackson und blieb damit im Semifinale hängen
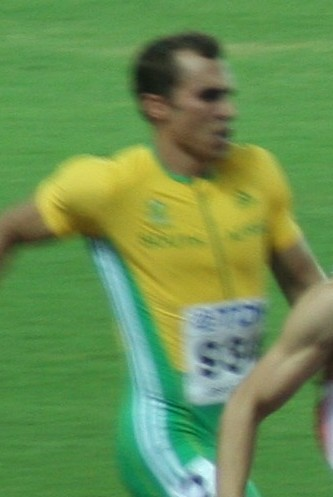
Pieter de Villiers scheiterte als Sechster seines Rennens im Halbfinale
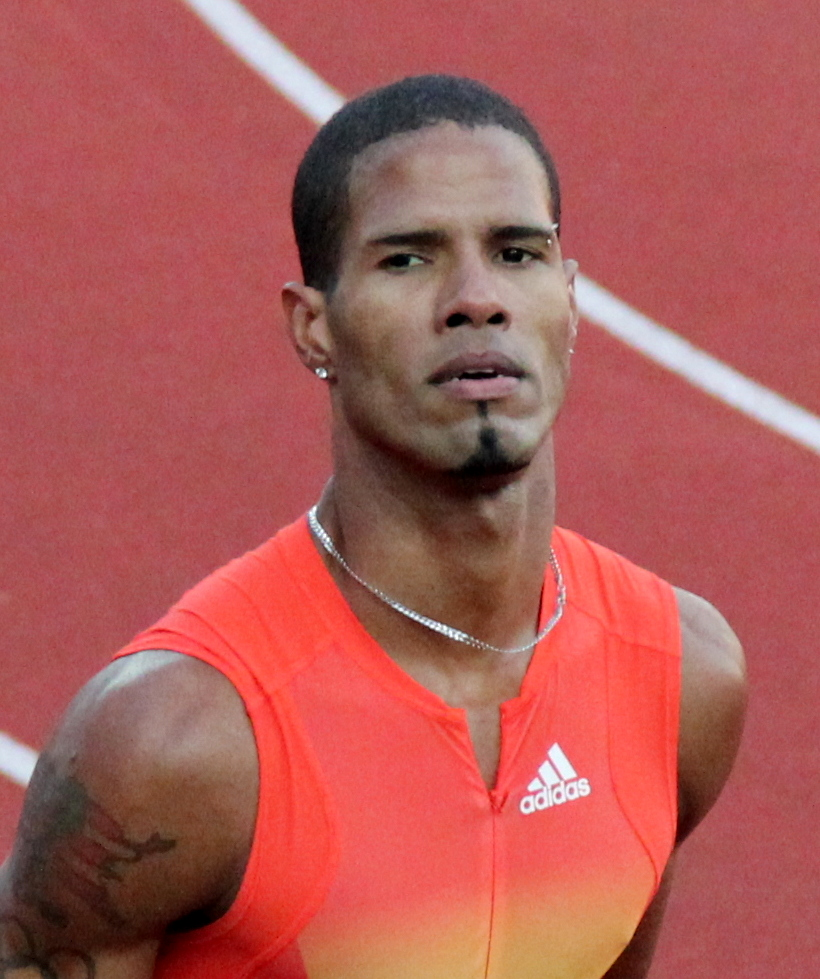
Für Javier Culson reichte es mit seinem siebten Rang im zweiten Semifinale nicht ins Finale

26. August 2007, 21:53 Uhr
| Platz | Name                 | Nation                  | Zeit (s) |
| ----- | -------------------- | ----------------------- | -------- |
| 1     | Félix Sánchez        | Dominikanische Republik | 48,35    |
| 2     | Periklis Iakovakis   | Griechenland            | 48,44    |
| 3     | Bershawn Jackson     | USA                     | 48,95    |
| 4     | Alexander Derewjagin | Russland                | 49,11    |
| 5     | Edivaldo Monteiro    | Portugal                | 49,31    |
| 6     | Pieter de Villiers   | Südafrika               | 49,37    |
| 7     | Javier Culson        | Puerto Rico             | 49,64    |
| 8     | Meng Yan             | Volksrepublik China     | 49,70    |

### Halbfinallauf 3

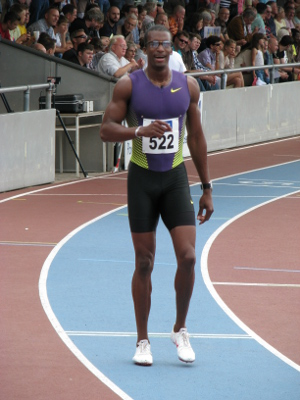
Isa Phillips erreichte das Halbfinale und schied dort als Vierter seines Rennens aus
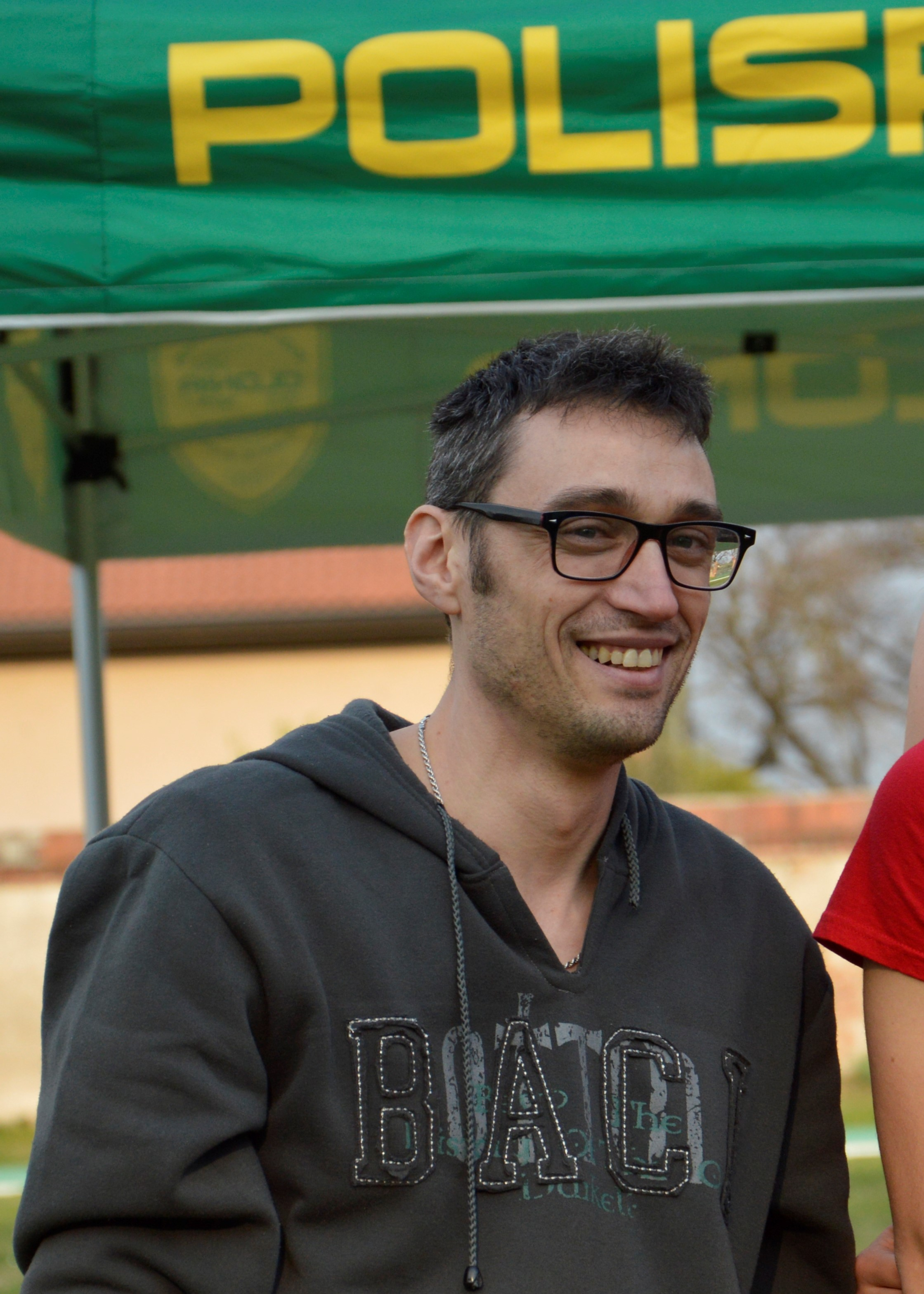
Gianni Carabelli (hier im Jahr 2018) – Rang sechs im dritten Semifinale und damit nicht im Endlauf
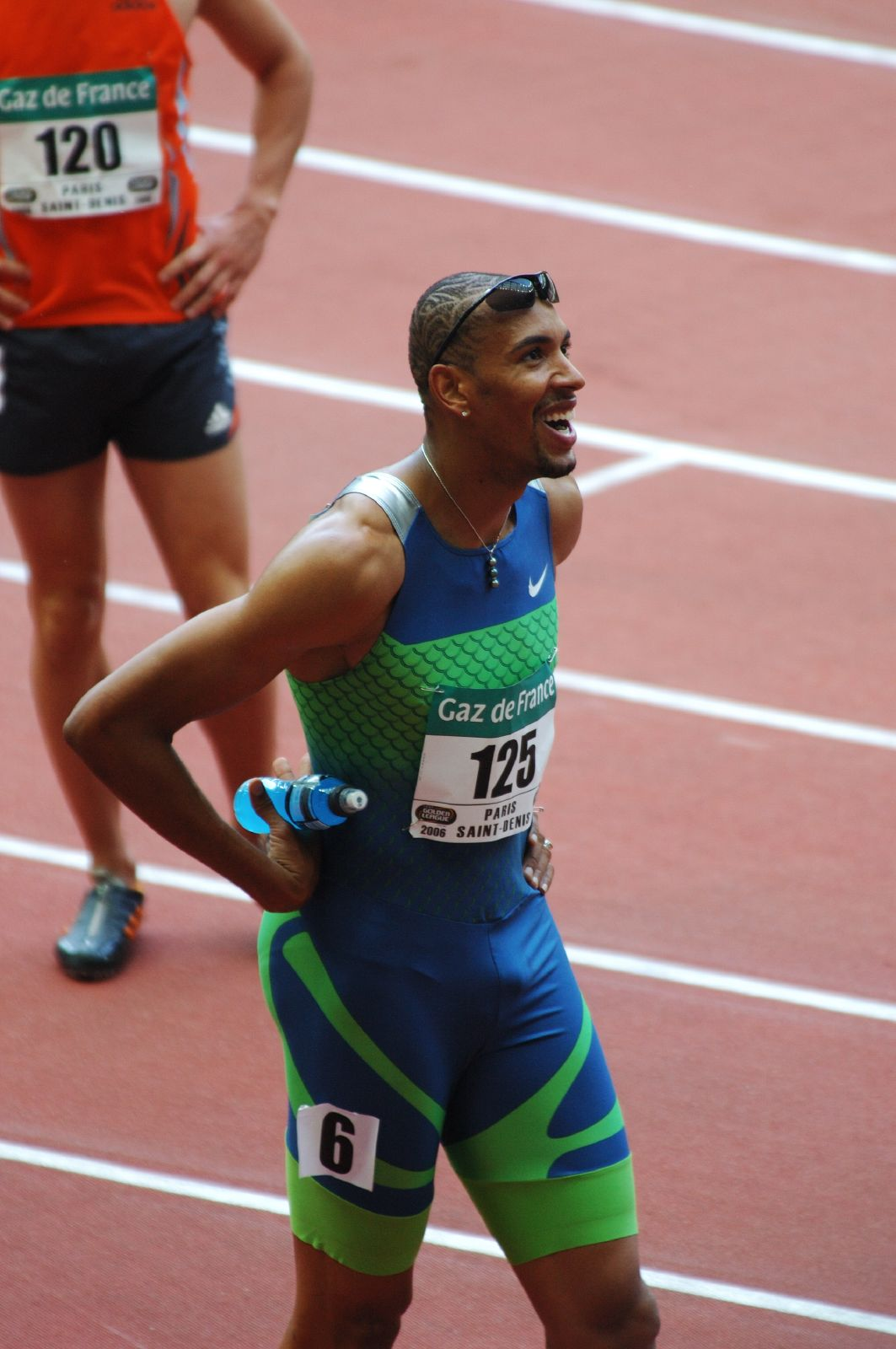
Dopingsünder Naman Keïta

26. August 2007, 22:01 Uhr
| Platz | Name              | Nation     | Zeit (s) |
| ----- | ----------------- | ---------- | -------- |
| 1     | Kerron Clement    | USA        | 48,60    |
| 2     | Adam Kunkel       | Kanada     | 48,66    |
| 3     | Bayano Kamani     | Panama     | 49,13    |
| 4     | Isa Phillips      | Jamaika    | 49,47    |
| 5     | Jonathan Williams | Belize     | 49,77    |
| 6     | Gianni Carabelli  | Italien    | 50,35    |
| 7     | Ibrahim Maïga     | Mali       | 51,24    |
| DOP   | Naman Keïta       | Frankreich |          |

## Finale
28. August 2007, 22:20 Uhr

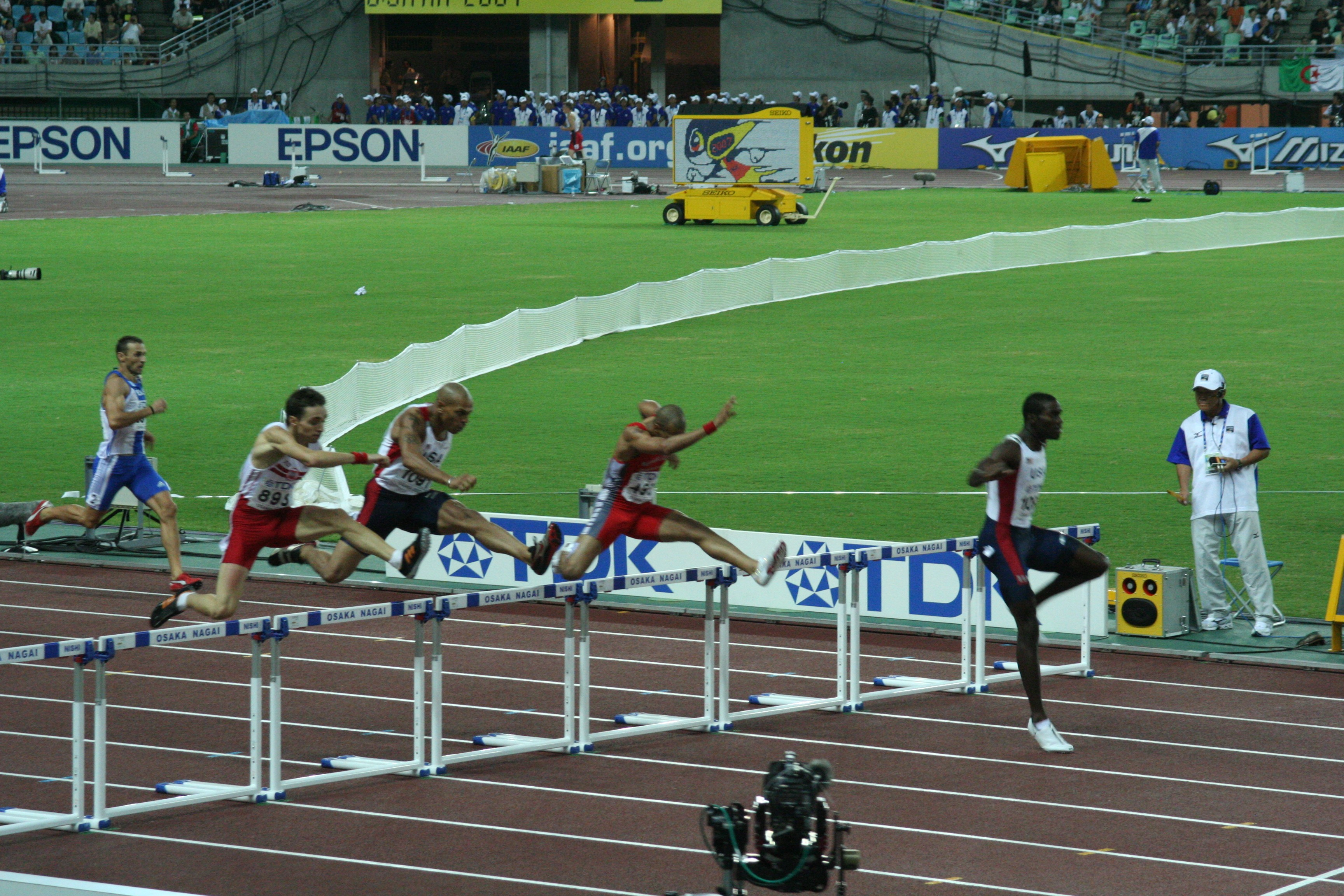
Die Läufer kurz vor dem Ziel im 400-Meter-Hürdenfinale

Bereits im Halbfinale war der Titelverteidiger und eigentliche Favorit Bershawn Jackson an der letzten Hürde gestrauchelt und ausgeschieden. Im Finale gab es nun keinen klaren Favoriten mehr, es gewann letztlich Kerron Clement, der zwischen den Hürden der schnellste aller Endlaufteilnehmer war und eine neue Weltjahresbestleistung aufstellte. Der von 2001 bis 2004 ungeschlagene Félix Sánchez zeigte ein großes Comeback und gewann Silber vor Marek Plawgo, der im Finale Landesrekord lief.
| Platz | Name               | Nation                  | Zeit (s) |
| ----- | ------------------ | ----------------------- | -------- |
| 1     | Kerron Clement     | USA                     | 47,61 WL |
| 2     | Félix Sánchez      | Dominikanische Republik | 48,01    |
| 3     | Marek Plawgo       | Polen                   | 48,12 NR |
| 4     | James Carter       | USA                     | 48,40    |
| 5     | Danny McFarlane    | Jamaika                 | 48,59    |
| 6     | Periklis Iakovakis | Griechenland            | 49,25    |
| 7     | Derrick Williams   | USA                     | 52,97    |
| DNF   | Adam Kunkel        | Kanada                  |          |

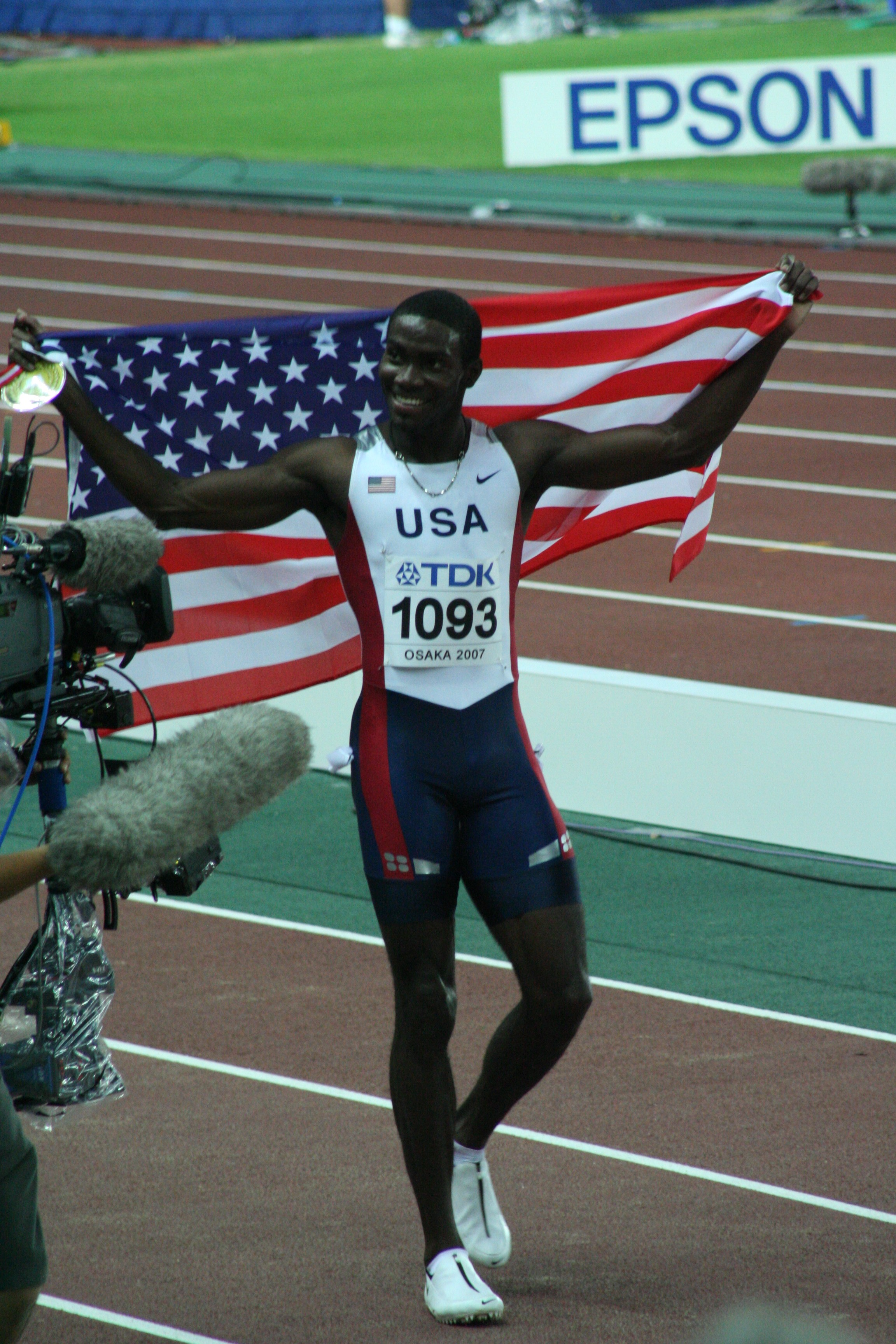
Ein jubelnder Weltmeister Kerron Clement, der am Schlusstag mit der 4-mal-400-Meter-Staffel seines Landes eine zweite Goldmedaille gewann
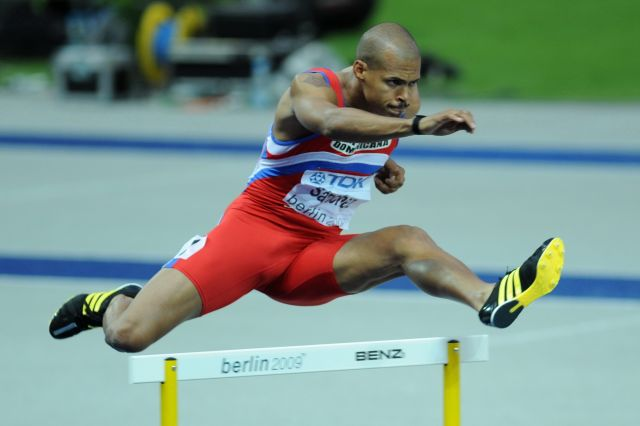
Vizeweltmeister Félix Sánchez, aktueller Olympiasieger und zweifacher Weltmeister (2001/2003), war nach langer Verletzungspause in der Weltklasse zurück
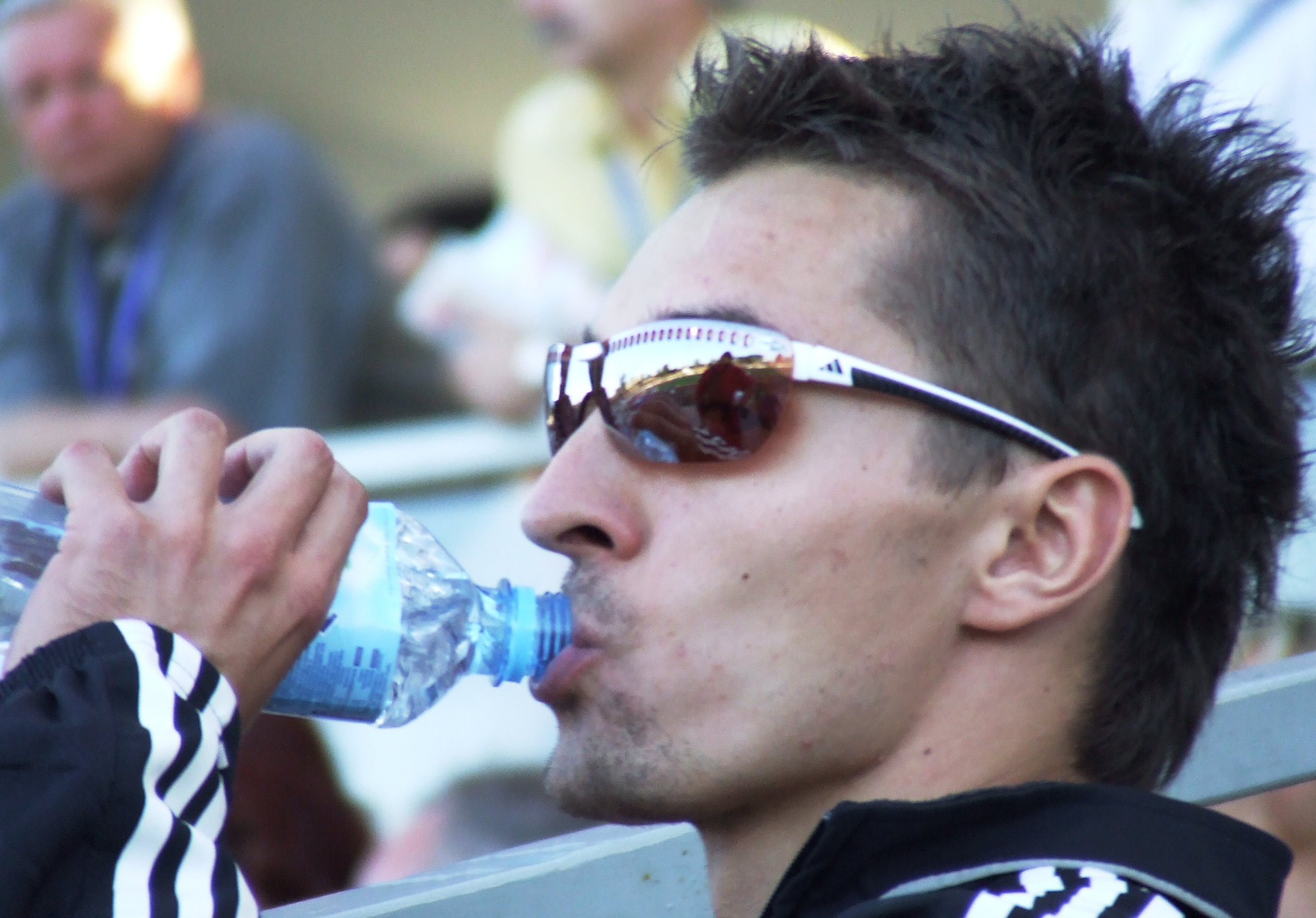
Bronze für Marek Plawgo, den aktuellen Vizeeuropameister
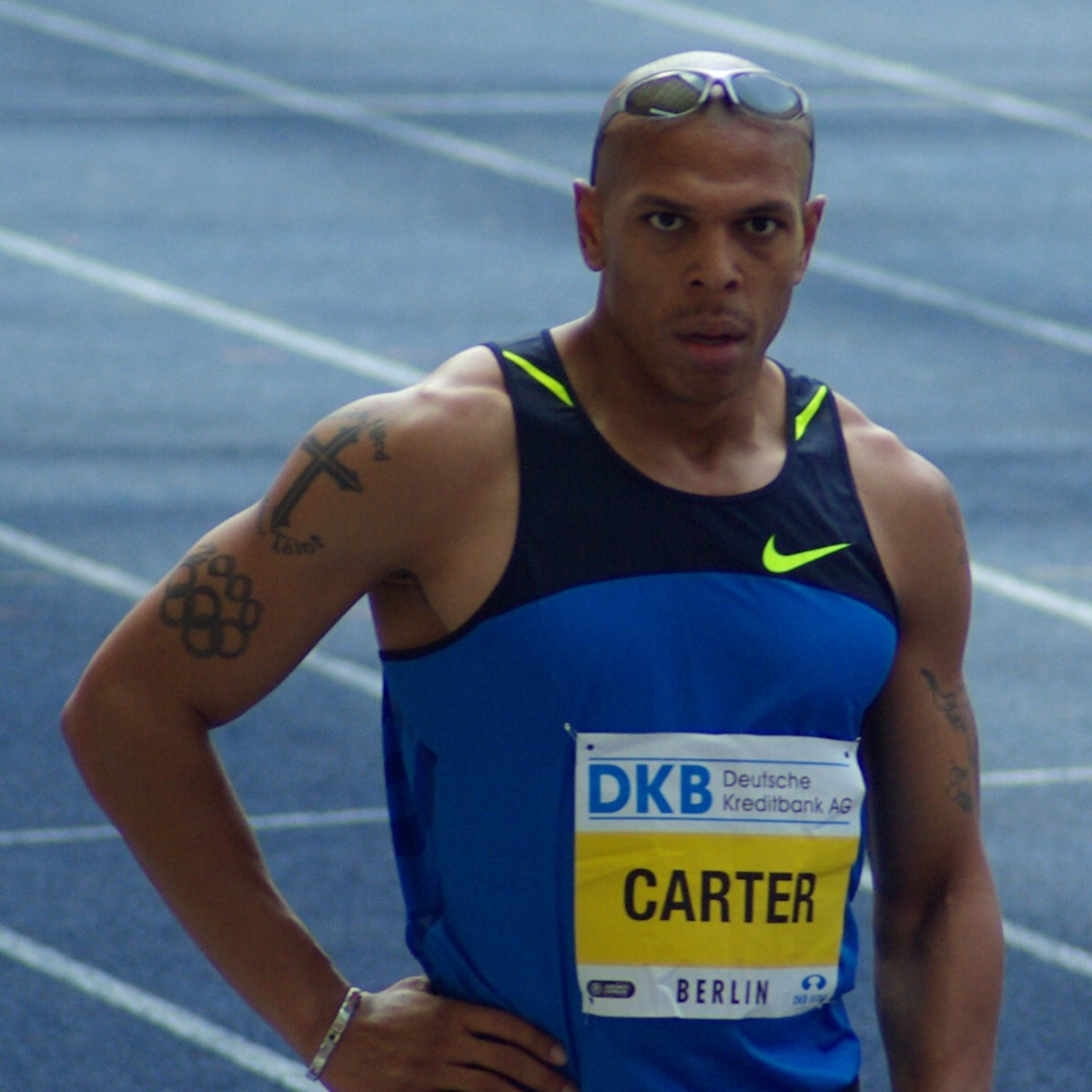
James Carter belegte Rang vier
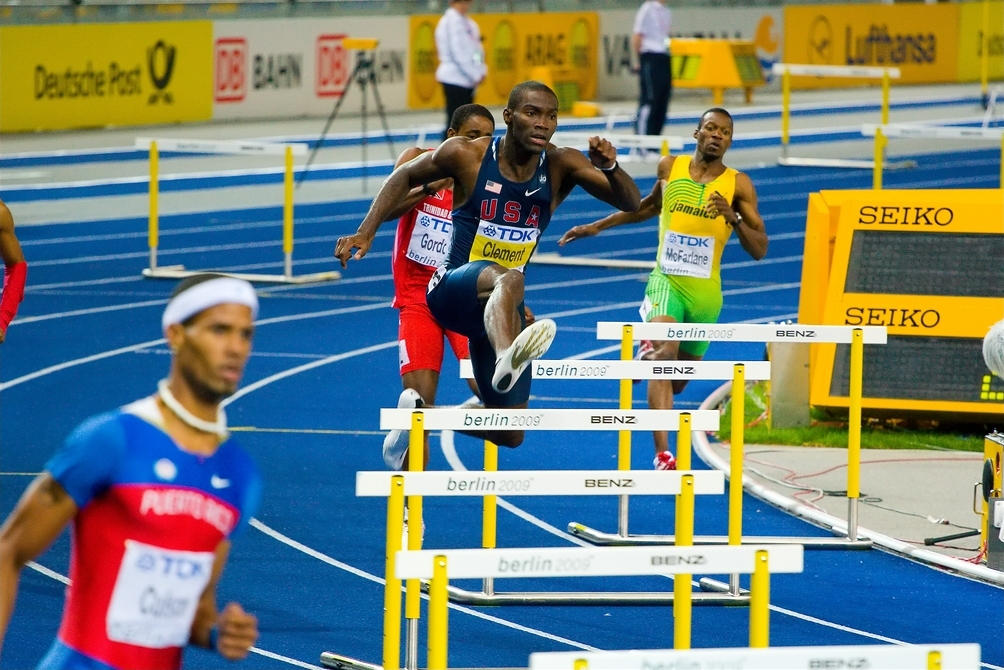
Danny McFarlane (ganz rechts) kam auf den fünften Platz
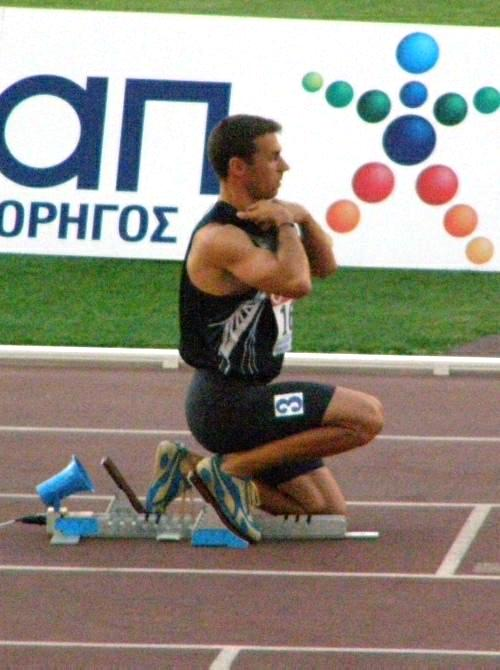
Der amtierende Europameister Periklis Iakovakis erreichte Platz sechs

## Video
- 400m hurdles man - world championships in Osaka, youtube.com, abgerufen am 23. Oktober 2020